# Festa das Etnias
A Festa das Etnias é um evento da cidade de Criciúma, no estado de Santa Catarina.
Esse evento mantém as tradições étnicas e tem como principais objetivos promover as manifestações culturais e integrar os colonizadores de Criciúma e região, repassando assim sua história e tradições. A festa ajuda a movimentar o turismo no sul catarinense e tem expectativa de 100 mil visitantes.
No começo recebeu o nome de Quermesse porque era realizada na Praça Nereu Ramos, ao lado da matriz São José. Em 1989 participaram as etnias italiana, polonesa, alemã, portuguesa e africana; só mais tarde as etnias árabe e espanhola entraram na festa. Depois da Nereu Ramos, também foram sedes: o Parque Centenário, o antigo Pavilhão da Cesaca, seguido do Centro de Eventos Maximiliano Gaidzinski. Atualmente é sediada no Centro de Eventos José Ijair Conte.